# البطولات الوطنية الأمريكية 1951 (كرة مضرب)
قائمة بالأبطال في 1951 البطولات الوطنية الأمريكية لكرة المضرب (المعروفة الآن باسم أمريكا المفتوحة):

## الكبار

### فردي رجال
فرانك سيدجمان هزم  فايس سايكساس 6-4 6-1 6-1

### فردي سيدات
ماورين كونلي برانكر هزم  شيرلي فراي إيفرين 6-3, 1-6, 6-4